# 板原伝
板原 伝（いたはら つたえ、1910年（明治43年）2月8日 - 1984年（昭和59年）11月7日）は、昭和時代の政治家。農民運動家。高知県土佐市長。

## 経歴
板原信衛、うまの二男として高知県高岡郡高岡町（現土佐市）に生まれる。高岡町高等小学校を中退し、農業に就いた。小作農家として楮加工、養蚕に従事した。
1929年（昭和4年）高知県穀物検査の制度化に反対し、農民運動を進め、制度は廃案となる。その後、岡崎精郎を委員長とする全国農民組合県支部、高東地区で兄の板原正気、西原貞らと共に激しい農民運動を展開した。
1945年（昭和20年）戦後の農民開放指令、農地改革となり、1946年（昭和21年）農民組合が新たに発足し農地改革推進の中心的役割を担うようになる。高岡町農地委員長、県農地委員会議長、高知県農協設立推進委員長などを務め、1947年（昭和22年）には高知県議会議員に当選。1969年（昭和44年）まで5期務めた。
1969年（昭和44年）土佐市長に当選。1983年（昭和58年）まで務めた。市長在任中は、治水や貧困からの解放に尽くした。
ほか、高岡町農協長、県い業振興会長、仁淀川改修期成同盟会長、県市町村同和行政連絡協議会長、四国治水期成同盟会長などを歴任した。

## 栄典
勲章等
- 1966年（昭和41年） - 藍綬褒章[1]

## 親族
- 長兄：板原正気（農民運動家）[2]